# Niklas Hult
Niklas Hult (Värnamo, Suecia, 13 de febrero de 1990) es un futbolista sueco. Juega de centrocampista en el IF Elfsborg de la Allsvenskan de Suecia.

## Trayectoria
Jugó en las categorías inferiores del IFK Värnamo hasta 2009, cuando fue adquirido por el IF Elfsborg.
Debutó como futbolista profesional en la Allsvenskan sueca con el IF Elfsborg el 1 de mayo de 2009, a los 19 años de edad, en un partido que finalizó con el marcador 1-1 ante el IF Brommapojkarna en el estadio Grimsta IP en condición de visitantes.
Sin embargo, su debut en la primera división del IF Elfsborg se produjo el día 25 de abril de 2009 en un partido ante el Ljungskile SK en el Starke Arvid Arena por la Copa de Suecia, el cual finalizó 2-1 a favor del Elfsborg en condición de visitante.
En 2014 firmó con el OGC Niza de la Ligue 1 donde estuvo 2 temporadas jugando como mediocampista con labores defensivos.
El 30 de julio de 2016 firmó contrato por 3 temporadas con el Panathinaikos Fútbol Club de la Superliga de Grecia.

## Selección nacional
Hult representó a la selección nacional de Suecia en las categorías sub-17, sub-18 y sub-19.

## Clubes
| Club                | País     | Año       |
| ------------------- | -------- | --------- |
| IFK Värnamo         | Suecia   | 2008-2009 |
| IF Elfsborg         | Suecia   | 2009-2014 |
| O. G. C. Niza       | Francia  | 2014-2016 |
| Panathinaikos F. C. | Grecia   | 2016-2018 |
| AEK Atenas F. C.    | Grecia   | 2018-2020 |
| Hannover 96         | Alemania | 2020-2022 |
| IF Elfsborg         | Suecia   | 2022-     |

## Palmarés

### Títulos nacionales
| Título              | Club             | País   | Año  |
| ------------------- | ---------------- | ------ | ---- |
| Allsvenskan         | IF Elfsborg      | Suecia | 2012 |
| Superliga de Grecia | AEK Atenas F. C. | Grecia | 2018 |